# Municipio de Liberty (condado de Saline, Arkansas)
El municipio de Liberty (en inglés: Liberty Township) es un municipio ubicado en el condado de Saline en el estado estadounidense de Arkansas. En el año 2010 tenía una población de 883 habitantes y una densidad poblacional de 15,52 personas por km².

## Geografía
El municipio de Liberty se encuentra ubicado en las coordenadas 34°32′0″N 92°45′51″O / 34.53333, -92.76417. Según la Oficina del Censo de los Estados Unidos, el municipio tiene una superficie total de 56.88 km², de la cual 56,83 km² corresponden a tierra firme y (0,08 %) 0,05 km² es agua.

## Demografía
Según el censo de 2010, había 883 personas residiendo en el municipio de Liberty. La densidad de población era de 15,52 hab./km². De los 883 habitantes, el municipio de Liberty estaba compuesto por el 97,28 % blancos, el 0,23 % eran afroamericanos, el 0,23 % eran amerindios, el 0,11 % eran asiáticos, el 0,91 % eran de otras razas y el 1,25 % eran de una mezcla de razas. Del total de la población el 2,15 % eran hispanos o latinos de cualquier raza.